# Jüdischer Friedhof Offenburg

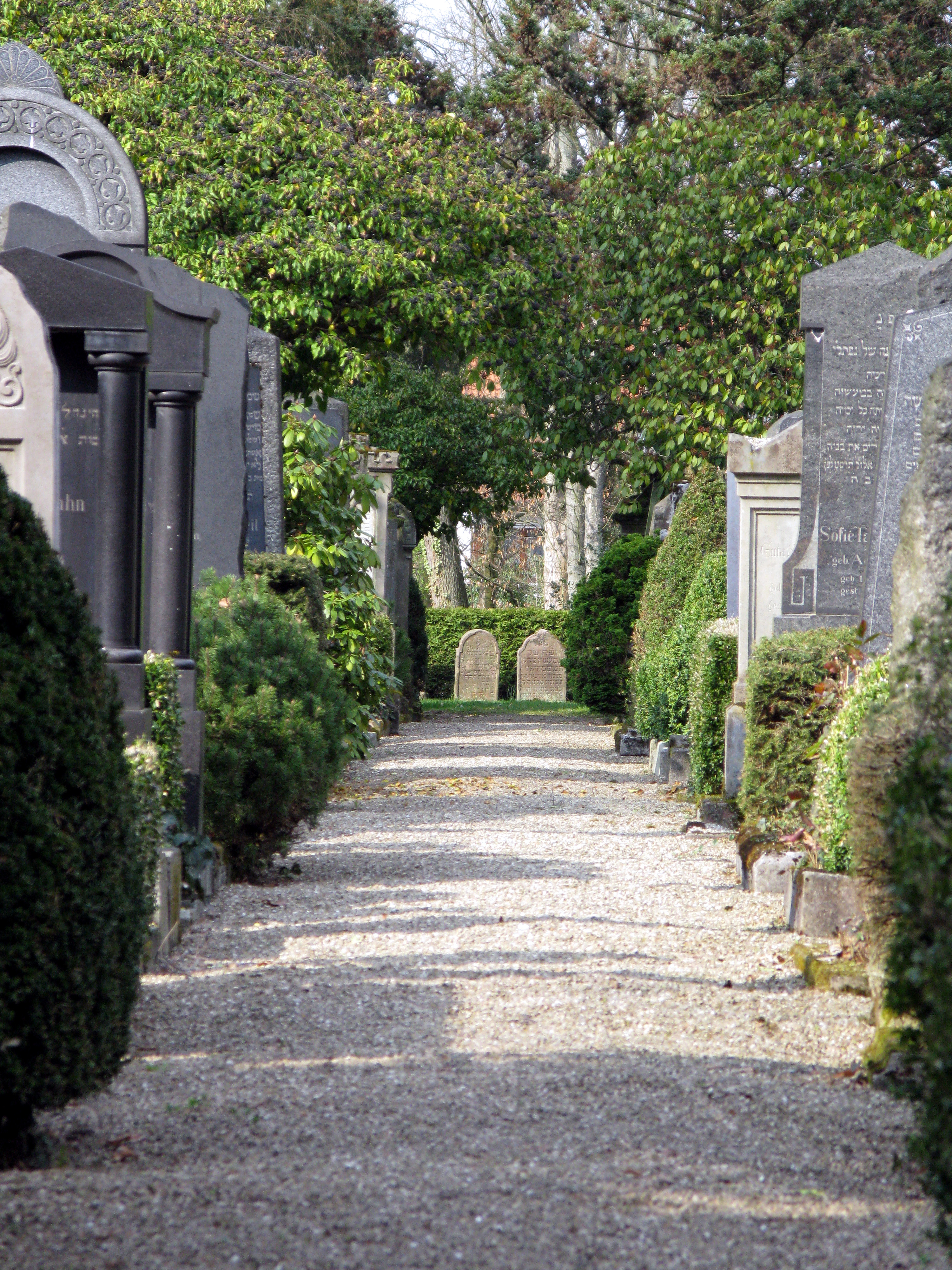
Jüdischer Friedhof Offenburg

Der Jüdische Friedhof Offenburg ist ein jüdischer Friedhof in Offenburg im Ortenaukreis in Baden-Württemberg. Der Friedhof ist ein geschütztes Kulturdenkmal.

## Alter jüdischer Friedhof
Bereits im 17. Jahrhundert wurde ein jüdischer Friedhof der jüdischen Gemeinde Offenburg auf dem Gebiet des heutigen Freiburger Platzes angelegt. Dieser Friedhof wurde bis zur Errichtung eigener Friedhöfe auch von den Juden aus Diersburg und Durbach benutzt. 
Die letzte Beisetzung fand 1813 statt. 1835 beanspruchte die Stadt das Grundstück als Allmendplatz und Ende 1836 erfolgte die Versteigerung. Schließlich wurde der Friedhof aufgelassen. 

## Neuer jüdischer Friedhof
Der neue jüdische Friedhof wurde 1870 als Teil des alten städtischen Friedhofs an der Moltkestraße errichtet. In den Jahrzehnten zuvor wurden die Toten der jüdischen Gemeinde Offenburg auf dem jüdischen Friedhof Diersburg bestattet. Der neue jüdische Friedhof in Offenburg wurde mit dem städtischen Friedhof in den Jahren 1912 und 1925 erweitert. Nach 1945 wurde er trotz Schließung des städtischen Friedhofes weiterhin belegt.
Der jüdische Friedhof hat eine Fläche von 26,672 Ar und heute sind noch 284 Grabsteine vorhanden. Der älteste Grabstein stammt von 1871, die letzte Bestattung fand 1942 statt. Auf dem neuen Friedhof befinden sich sieben Grabsteine, die vermutlich vom alten Friedhof stammen.

## Gedenkstätte
Auf dem Friedhof befinden sich 45 Gräber von Zwangsarbeitern, darunter viele Juden. 41 überwiegend jüdische KZ-Häftlinge wurden im April 1945 in Offenburg ermordet. Mehrere Gedenktafeln sind angebracht, darunter das am 23. Oktober 1990 eingeweihte Mahnmal für die Opfer des Holocausts.